# Praça Dom Ulrico
A Praça Dom Ulrico é uma praça localizada no Centro Histórico, na capital brasileira de João Pessoa, no estado da Paraíba. A praça era chamada antigamente de Largo da Matriz por estar localizada ao lado da Catedral Basílica de Nossa Senhora das Neves, principal igreja da cidade; posteriormente, o largo foi rebatizada em homenagem póstuma ao caridoso benemérito prior do Mosteiro de São Bento, Dom Ulrico Sanntag, de origem alemã, que dedicou sua vida e luta em prol das classes menos favorecidas. Era descrito como uma pessoa bem popular e que transmitia muita simpatia.

## História

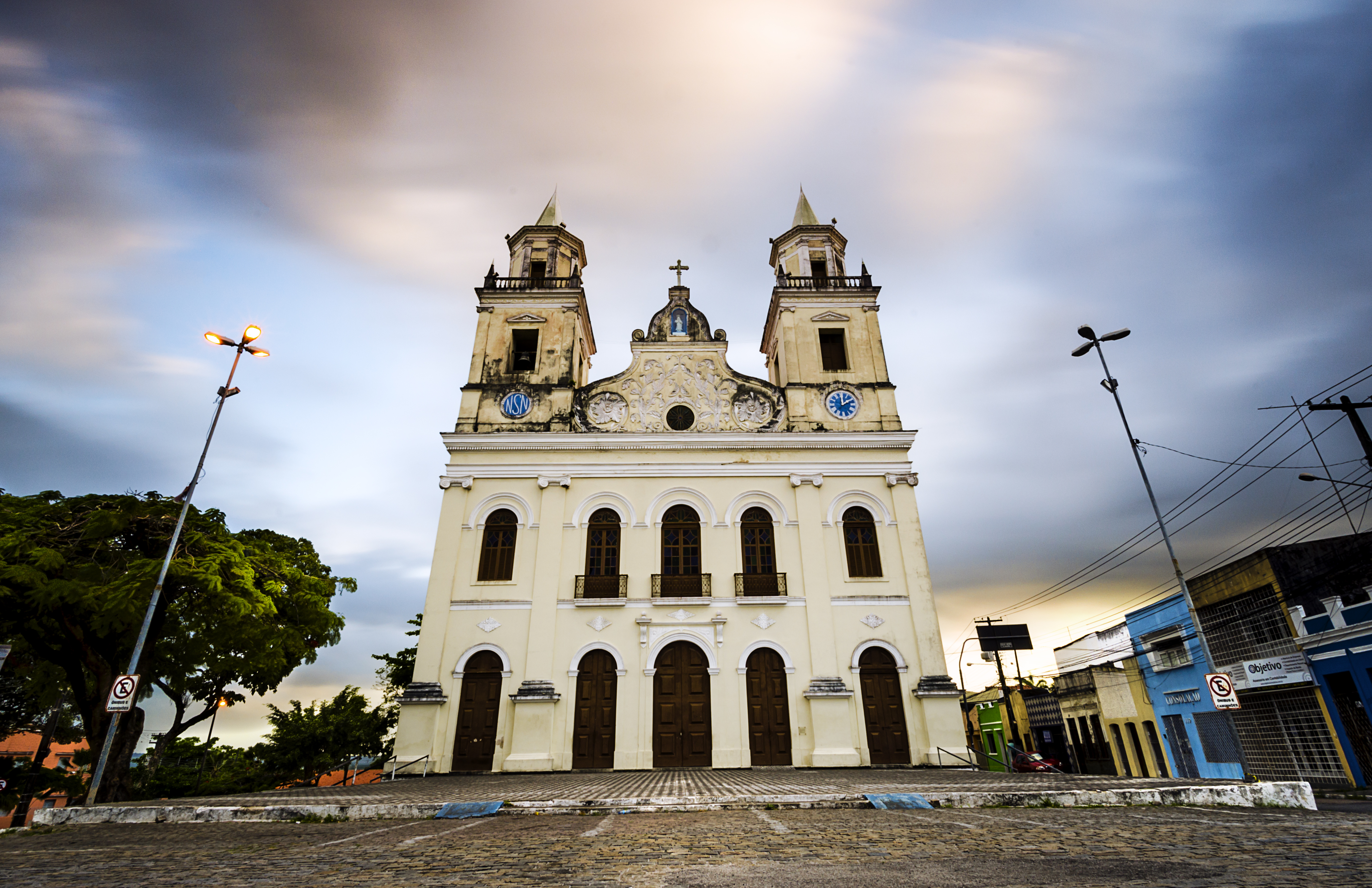
Vista triunfante da Catedral Basílica de Nossa Senhora das Neves.

A área da Praça Dom Ulrico, foi eleita pela expedição portuguesa, na época da colonização do Brasil, para se estabelecer após a conquista da Paraíba; que culminou na retirada e expulsão dos franceses (que já habitavam no território). Diante disso, só veio a se efetivar com a devida construção em novembro de 1585 da capela de Nossa Senhora das Neves.

## Tombamento
A Praça Dom Ulrico está inserida em uma área tombada pelos órgãos federal e estadual de proteção ao patrimônio histórico e artístico cultural, no Centro Histórico de João Pessoa, e cercada por diversos monumentos de grande valor arquitetônico.